# Myrmica margaritae
Myrmica margaritae  (лат.) — вид мелких муравьёв рода Myrmica (подсемейство мирмицины).

## Распространение
Южная Азия: южный Китай и северная Мьянма. Обнаружены на высотах от 1000 до 1900 метров над уровнем моря

## Описание
Мелкие коричневые муравьи длиной около 5 мм с очень длинными шипиками заднегруди. Почти всё тело (голова и грудка, стебелёк) покрыто грубыми продольными морщинками. На голове между морщинками пунктуры отсутствуют. Скапус усика рабочих длинный; петиоль также удлинённый. Стебелёк между грудкой и брюшком состоит из двух члеников: петиолюса и постпетиолюса (последний четко отделен от брюшка), жало развито, куколки голые (без кокона).

## Систематика
Близок к видам из комплекса Myrmica ritae-complex и группы Myrmica ritae-group. Наиболее отличительной чертой данного вида служат экстремально грубая скульптура верхней поверхности головы, где на уровне между лобными валиками и глазами расположены только 4 морщинки (только виды Myrmica pulchella, Myrmica sinensis, Myrmica emeryi обладают сходными признаками грубой морщинистости). Вид был впервые описан в 1889 году итальянским мирмекологом Карлом Эмери по двум типовым экземплярам, найденным в 1887 году в северной Бирме. Название вида предположительно дано в честь супруги автора Риты Эмери  (Маргариты).